# Johan Nordenankar
Johan Nordenankar, före adlandet 1756 Corvin, född 2 oktober 1722 i Eksjö, död 3 september 1804 på Fliseryd, Kalmar län, var en svensk sjömilitär.

## Biografi
Nordenankar var son till dåvarande rektorn i Eksjö, sedermera kyrkoherden i Hagebyhöga församling Daniel Corvin. Han blev 1750 löjtnant vid amiralitetet, utbildade sig genom några års tjänstgöring i brittiska och maltesiska flottorna samt befordrades 1755 till kaptenlöjtnant.
Han var känd för sina insikter i sjöväsendet och fick 1760 i uppdrag att vara kavaljer hos den tolvårige storamiralen hertig Karl (Karl XIII) och undervisa honom i sjömanskap. År 1772 utnämndes Nordenankar till konteramiral och tjänstgörande generaladjutant för flottan. År 1776 blev han viceamiral samt amiralitetsråd och erhöll 1791 avsked. Han författade Inledning till styrmanskonsten (1756) och blev 1789 ledamot av Vetenskapsakademien, vilket han gjorde sig förtjänt av genom att utarbeta av sjökort över Östersjöns olika delar. Han stiftade fideikommisset Fliseryd.
Skeppet HMS Johan Nordenankar döptes efter Nordenankar, skeppet sjösattes 1924 och utrangerades 1971.